# Colonia (Madeira)
Colonia era um regime de exploração da terra específico da Ilha da Madeira, em que o senhorio cedia a terra a um colono para este a desbravar e cultivar, ficando a receber parte da produção (normalmente metade), e podendo a qualquer momento despejar o colono, mas tendo que o indemnizar pelo valor das benfeitorias que este tivesse realizado. A colonia foi abolida no final do século XX, na sequência do Decreto Regional 13/77/M, aprovado em 1977.

## História
A colonia muito provavelmente terá surgido no século XVII, aquando da substituição da cana-de-açúcar pela vinha como cultura principal da ilha, tendo sido utilizada como forma de efetuar, sem grandes custos para o proprietário, o trabalho da reconversão dos terrenos, tendo se tornado predominante no século XVIII.
Após a Revolução Liberal, não se chegou verdadeiramente a enquadrar na lei o regime de colonia, que não se encaixava totalmente, nem na parceria nem na enfiteuse; em 1854 em 1867 foram aprovadas pelo parlamento leis sobre o regime de colonia que acabaram por não ser implementadas; também em 1867 foi aprovado um Código Civil que ignorava o instituto, o que levava a que frequentemente os tribunais se recusassem a julgar casos envolvendo contratos de colonia. Por outro lado, a partir de 1885 o fisco passou a considerar as benfeitorias como propriedade do colono, que teria que pagar impostos por elas (embora o princípio de que as benfeitorias deveriam ser consideradas propriedade do colono já estivesse estabelecido na ilha muito antes disso).
O sistema de colonia sempre se caracterizou por alguma conflitualidade entre colonos e proprietários, e desde o século XVIII que havia movimentos no sentido da sua abolição, que, na ilha de Porto Santo, ocorreu logo em 1770 (mesmo antes disso, Porto Santo já tinha um regime mais favorável aos colonos, que desde 1722 tinham direito a 2/3 da produção, em vez de apenas metade); e em 1776 houve reivindicações dos colonos da Ilha da Madeira no sentido no sentido de passarem também a ter direito aos 2/3 da produção, tendo chegado a haver uma rebelião em 1818. Outro exemplo dessa tensão ocorreu em 1927, em que um protesto de colonos e rendeiros na zona da Lombada da Ponta do Sol levou o governo a expropriar 2 grandes propriedades da zona para as revender aos colonos em condições favoráveis a estes..
Nos anos anteriores ao 25 de abril, o desenvolvimento do turismo iria ter também a sua influência, já que a reconversão imobiliária de terrenos até então agrícolas levou a uma série de despejos em larga escala com grande impacto social.
Em 1967, o Decreto-Lei n.º 47 937, de 15 de Setembro, aboliu a figura da colonia, mas mantendo válidos os contratos anteriores a essa data; a nova Constituição de 1976 definiu que o regime de colonia deveria ser extinto, e os Decretos Regionais 13/77/M, 16/79 e 7/80/M aboliram o sistema, convertendo-o num contrato de arrendamento, mas dando aos colonos o direito de adquirirem, se assim o desejassem, a propriedade plena das terras.

## Características e consequências
Formalmente, o sistema de colonia assentava no princípio de que o proprietário entregava um terreno por desbravar a um colono (embora a obrigação de desbravamento se tenha vindo a tornar fictícia, já que a partir de certa altura quase toda a terra aproveitável já estava a ser cultivada) , ficando a partir daí a posse dividida entre a terra (propriedade do senhorio) e as benfeitorias (propriedade do colono); a produção por norma era dividida metade para o senhorio (por vezes 2/3, quando já havia benfeitorias feitas por este) e metade para o colono, pelo menos no que dizia respeito às chamadas "culturas ricas" (vinha, bananeira, cana-de-açúcar), com maior valor comercial (nestas frequentemente o colono entregava a produção ao senhorio que procedia à sua comercialização, só depois entregando ao colono o valor correspondente à sua metade). Tal levava os senhorios a exigir que os colonos cultivassem sobretudo esse produtos.
A separação entre a propriedade das terras e a das benfeitorias teve várias consequências - nomeadamente contribuiu para uma maior fragmentação da propriedade, já que permitia ultrapassar as leis proibindo a subdivisão excessiva das terras nas heranças (na medida que legalmente a terra em si era toda do mesmo dono e o que os herdeiros do colono estavam a subdividir eram as benfeitorias, mesmo que estas fossem fictícias); antes da abolição dos morgadios (que impediam a venda das terras, e consequentemente a sua hipoteca), também permitia aos proprietários pedirem empréstimos pelo estratagema de se tornarem colonos de si próprios, e assim dando a benfeitoria como hipoteca. Os colonos tinham também um incentivo para construírem o mais possível de benfeitorias, para aumentar o valor que o senhorio lhe teria que pagar em caso de despejo, levando frequentemente a obras (como muros ou socalcos) por vezes de utilidade duvidosa; por seu lado, os senhorios tentavam limitar as benfeitorias que os colonos construíssem, levando por vezes à proibição do cultivo de árvores de fruto e sobretudo a grandes limitações na construção de habitações (que frequentemente tinham que ser feitas de materiais perecíveis e em zonas - como rochas - que não roubassem área para as culturas).
A colonia tinha semelhanças com outros institutos como a parceria e a enfiteuse; distinguia-se delas por na colonia as melhorias serem consideradas propriedade do colono, que as podia dividir (nomeadamente pelos filhos) sem autorização do senhorio.

### Legislação
- Portugal, Decreto-Lei nº 47 937, de 15 de setembro de 1967. Proíbe para o futuro os contratos de colonia no arquipélago da Madeira e define os direitos de preferência dos contratos celebrados até à entrada em vigor do presente decreto-lei. Diário do Governo, v. 216/1967, p. 1654-1655.
- Portugal (Madeira), Decreto Regional nº 13/77/M, de 18 de outubro de 1977. Extingue o regime de colonia na Região Autónoma da Madeira. Diário da República, v. 241/1977, p. 2511-2516.
- Portugal (Madeira), Decreto Regional nº 16/79, de 16 de agosto de 1979. Aprova o regulamento do regime de extinção da colonia. Diário da República, v. 213/1979, p. 2352-2353.
- Portugal (Madeira), Decreto Regional nº 7/80/M, de 11 de julho de 1980. Dá nova redacção aos artigos 6.º, 7.º e 9.º do Decreto Regional n.º 16/79/M, de 14 de Setembro, que aprova o regulamento do regime de extinção de colonia. Diário da República, v. 226/1980, p. 2292-2293.

## Ligações Externas
- Vieira, Alberto (25 de fevereiro de 2017). «colonia». Apreender Madeira. Consultado em 29 de janeiro de 2020